# Clay Shaw
Clay LaVerne Shaw (Kentwood, 17 marzo 1913 – New Orleans, 15 agosto 1974) è stato un imprenditore, agente segreto e militare statunitense, l'unica persona rinviata a giudizio per l'assassinio di John Fitzgerald Kennedy - con l'accusa di cospirazione - nell'ambito dell'inchiesta condotta dal procuratore distrettuale di New Orleans Jim Garrison. Fu ritenuto non colpevole.

## Biografia
Clay Shaw servì come maggiore nell'esercito americano, da cui venne congedato nel 1946. Fece parte dello Stato Maggiore e fu decorato da tre nazioni: ottenne la Legion of Merit e la Bronze Star Medal dell'esercito americano, dalla Francia ricevette la Croix de guerre e il titolo dell'Ordre national du Mérite, mentre il Belgio gli riconobbe l'Ordine della Corona.
Dopo la seconda guerra mondiale, si trasferì a New Orleans dove avviò l'International Trade Mart, con lo scopo di facilitare sia il commercio interno che le esportazioni in Sud America. Era molto noto in città per i suoi sforzi tesi alla salvaguardia degli edifici storici del quartiere francese. Sul finire degli anni cinquanta, lavorò a Roma per la Permindex.

### L'arresto
Il procuratore distrettuale di New Orleans Jim Garrison lo rinviò a giudizio con l'accusa di aver preso parte ad una cospirazione orchestrata per assassinare il presidente John Fitzgerald Kennedy, insieme a frange di estrema destra di cui facevano parte anche David Ferrie e Guy Banister, oltre che ad elementi deviati della CIA. Venne arrestato il 1º marzo 1967. Garrison, inoltre, riteneva che Clay Shaw fosse la vera identità dell'individuo cui, nel rapporto della Commissione Warren, ci si riferiva come Clay Bertrand. Garrison sosteneva che Clay Shaw usasse tale pseudonimo negli ambienti omosessuali di New Orleans.

### Il processo
(Shaw nel 1969)
Durante il processo, che ebbe luogo nel gennaio-febbraio 1969, Garrison chiamò l'assicuratore Perry Russo come testimone principale. Russo testimoniò di aver partecipato ad un party a casa dell'attivista anticastrista David Ferrie, cui avevano partecipato, tra gli altri, anche Lee Harvey Oswald - che la Commissione Warren indicò come l'esecutore e unico responsabile dell'omicidio - e quel Clay Bertrand che Russo, in aula, riconobbe nell'imputato Clay Shaw (l'avvocato Dean Andrews, che sosteneva di essere stato contattato da Clay Bertrand per la difesa di Oswald, in seguito affermò di essersi inventato parte della cosa, e che Bertrand non era Shaw ma Eugene Davis). Russo riferì che in quell'occasione, i partecipanti al party avevano discusso l'idea di assassinare Kennedy.
Tuttavia, nelle carte relative al primo colloquio con Russo, sostenuto dal sostituto procuratore Andrew Sciambra, non si faceva alcun riferimento al suddetto party, e veniva inoltre riportato che Russo aveva incontrato Bertrand/Shaw in due occasioni, e nessuna delle due aveva avuto luogo ad un party. L'omissione dell'episodio del party venne sfruttata dagli avvocati di Shaw, che sollevarono la questione di attendibilità circa la testimonianza di Russo.
Un altro testimone, Charles Spiesel, indebolì ulteriormente la tesi accusatoria. Fu costretto ad ammettere di aver intentato causa nel 1964 contro uno psichiatra e la città di New York, poiché sostenne di essere stato ipnotizzato dalla polizia e da altri personaggi non meglio identificati. Riferì, inoltre, che prendeva regolarmente le impronte digitali ai suoi figli. Spiesel era stato convocato per testimoniare di aver partecipato ad una riunione cui sarebbe stato presente anche Clay Shaw, presentatosi come Clay Bertrand.
Il procuratore Garrison rinviò a giudizio Shaw per il reato di cospirazione e omicidio, accusandolo di aver voluto eliminare Kennedy per conto della CIA, che lo aveva da tempo reclutato, e degli anticastristi delusi che frequentava abitualmente. Garrison sapeva che Shaw rischiava principalmente l'accusa di cospirazione, e la condanna a 10 anni, per cui cercò di accordarsi con lui: se si fosse dichiarato colpevole e avesse collaborato la pena sarebbe stata notevolmente ridotta, ma solo se avesse testimoniato contro uno dei presunti sicari, l'unico che Garrison era riuscito a identificare (pur non avendo prove), Manuel García Gonzalez, esule cubano anticomunista residente a Miami. Shaw rifiutò e si dichiarò innocente.
Il 21 gennaio 1969 iniziò il processo ed il 1º marzo dello stesso anno, dopo meno di un'ora di camera di consiglio, la giuria all'unanimità assolse Shaw per non aver commesso il fatto. Shaw tornò libero nel 1971 e decise di intentare causa allo stesso Garrison, ma morì prima dell'inizio del processo.
Alcuni ritengono che Shaw sia stato perseguitato ingiustamente a causa dei pregiudizi che Garrison nutriva verso gli omosessuali, da lui definiti "invertiti", "anormali" e "depravati".

### Dopo il processo
Negli anni successivi al processo Garrison scrisse il libro On the Trail of the Assassins, in cui sostenne che Clay Shaw era in realtà un agente della CIA, sebbene Shaw negasse recisamente. Nel 1979 Richard Helms, già direttore della CIA, testimoniò sotto giuramento che Clay Shaw era stato per un periodo di tempo al servizio di una sezione della CIA come informatore. Nel 1996 l'agenzia confermò che Shaw era stato reclutato come agente di quinto livello (Five Agency Clearance) nel 1949.. Sembra che Shaw fosse stato, in effetti, un informatore della CIA per il Sudamerica, come altri imprenditori statunitensi che viaggiavano per lavoro e fornivano rapporti sulla situazione dei paesi che visitavano, ma non aveva un incarico di tale importanza (come sosteneva Garrison) da poter organizzare o essere al centro di un complotto per l'omicidio del Presidente, di cui si era inoltre dichiarato pubblicamente ammiratore (Shaw era anche registrato come elettore democratico).
Nello stesso anno, la United States House Select Committee on Assassinations affermò di essere "incline a credere che Oswald si trovasse a Clinton (Louisiana), tra l'agosto e il settembre del 1963", e che testimoni avevano "stabilito una connessione di non specificata natura tra Ferrie, Shaw e Oswald meno di tre mesi prima dell'omicidio di Kennedy".
A partire dagli anni duemila, conferme a Garrison giungono attraverso il lavoro del ricercatore canadese Maurice Philipps, grazie all'accesso da lui ottenuto ai documenti privati consegnati come lascito testamentario da Louis Bloomfield, fondatore della Permindex, all'Archivio di Stato del Canada. 

### La morte
Clay Shaw morì a New Orleans il 15 agosto 1974 all'età di 61 anni, dopo una lunga malattia. Il certificato di morte riportò come causa di morte un cancro ai polmoni.

## Filmografia
Il personaggio di Clay Shaw fu portato sul grande schermo da Tommy Lee Jones, nel film JFK - Un caso ancora aperto (1991) di Oliver Stone.